# Daniel Kirkwood

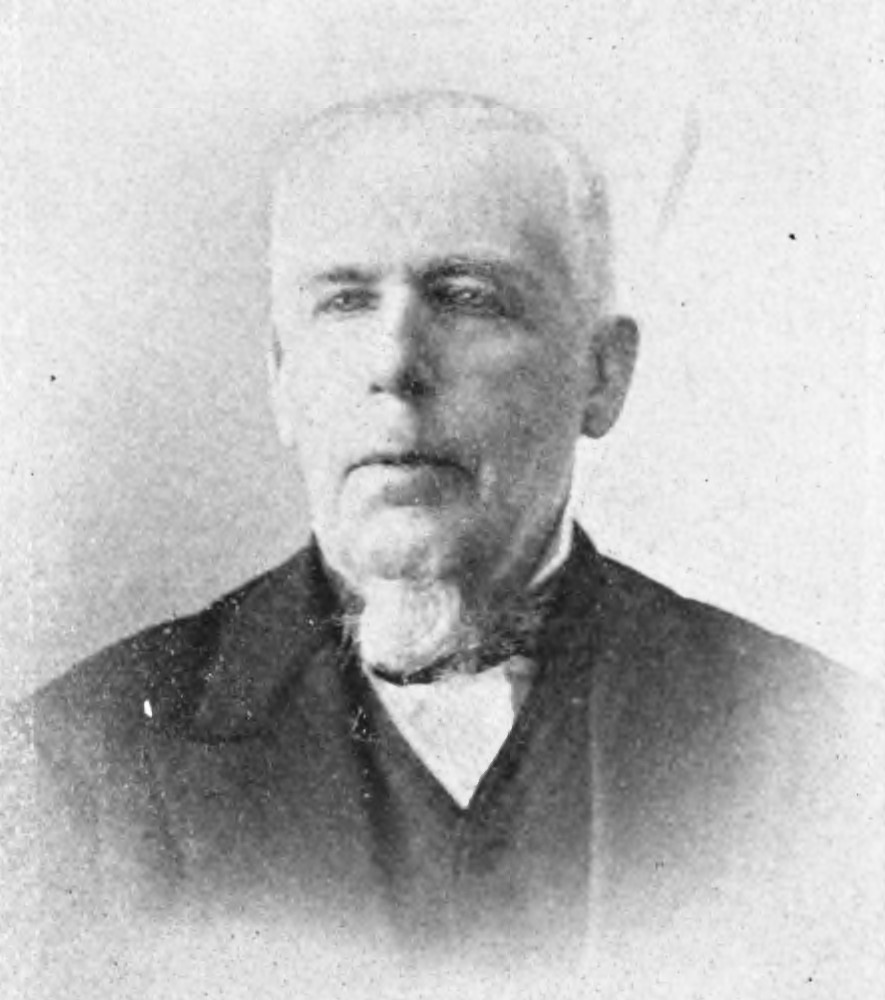
Daniel Kirkwood

Daniel Kirkwood (* 27. September 1814 im Hartford County, Maryland; † 11. Juni 1895 in Riverside, Kalifornien) war ein US-amerikanischer Astronom.

## Leben und Karriere
Kirkwood wurde auf einer Farm in Maryland geboren und begann mit 19 Jahren an der Schule in Hopewell, Pennsylvania, zu unterrichten. Dabei lernte er selbst die Algebra, indem er seine Schüler mit Hilfe eines Lehrbuches unterrichtete. Ab 1834 studierte er an der York County Academy in Pennsylvania, dem Vorläufer des heutigen York College of Pennsylvania, wo er nach seinem Abschluss 1838 ebenfalls lehrte.
1843 wurde er Leiter der Lancaster High School in Pennsylvania. Hier begann er, sich mit astronomischen Themen zu beschäftigen. Es entstanden sieben Arbeiten, deren zweite sich anlässlich der Entdeckung des 5. Asteroiden (Astraea) mit den Asteroiden beschäftigte.
1849 wechselte er als Schulleiter an die Pottsville Academy in Pennsylvania.
Im August 1849 machte er international auf sich aufmerksam, als er eine Beziehung zwischen den Perioden der Eigenrotation der Planeten und den Radien von deren Umlaufbahnen entdeckte, die er eine mathematische Analogie nannte und die später als Kirkwood´s Analogy bekannt wurde. Ausgehend von der Theorie von Pierre-Simon Laplace über die Entstehung des Sonnensystems und auf der Suche nach einem ähnlichen Gesetz wie dem dritten Kepler-Gesetz, nur hier für die Rotationsperioden der Planeten, setzte er die Anzahl {\displaystyle n} der Umdrehungen des Planeten pro Umlauf um die Sonne mit dem Durchmesser seiner Anziehungssphäre {\displaystyle D} in Verbindung (der Abstand der Punkte, in dem je zwei benachbarte Planeten gleiche Anziehungskraft ausüben, wenn sie in Konjunktion sind, jeweils für den äußeren und inneren Nachbarplaneten):
{\displaystyle {\frac {n_{1}}{n_{2}}}=\left({\frac {D_{1}}{D_{2}}}\right)^{\frac {3}{2}}}
1849 präsentierte der Astronom Sears Cook Walker vom US Coastal Survey die Formel auf der jährlichen Tagung der American Association for the Advancement of Science. Die Formel konnte an Erde, Venus und Saturn getestet werden und ergab gute Übereinstimmung. Das führte auch dazu, dass die Nebelhypothese von Laplace wieder mehr an Ansehen gewann. Gleichzeitig unterstützte die Formel die schon von Kepler aufgestellte These, dass es einmal einen weiteren Planeten zwischen Mars und Jupiter gegeben habe (den Walker Kirkwood nannte), im Bereich des Asteroidengürtels, die seine Reste bilden. 1850 wurde Kirkwoods Entdeckung auch in England auf der Tagung der British Association for the Advancement of Science von David Brewster gefeiert. Von anderen Astronomen wie Charles Piazzi Smyth (dem Royal Astronomer of Scotland, der darin einen numerischen Zufall wie bei Bode’s Gesetz sah) und kontinentaleuropäischen Astronomen wie Heinrich Christian Schumacher, der eine Mitteilung darüber in den Astronomischen Nachrichten abdruckte, war die Rezeption eher kühl.
1851 wurde Kirkwood Professor für Mathematik am Delaware College und diente dort als Präsident zwischen 1854 und 1856. Ebenfalls 1851 wurde er zum Mitglied der American Philosophical Society gewählt.
1856 ging Kirkwood als Professor für Mathematik an die Indiana University, Bloomington. Hier arbeitete er (mit Ausnahme eines Lehrauftrags von 1865 bis 1867 am Jefferson College in Canonsburg) bis zu seiner Emeritierung 1886 weiter in der Asteroidenforschung und machte 1861 den Vorschlag, dass die Meteorschauer Überreste eines zerstörten Kometen sein könnten.
Seine bedeutendste Leistung ist die Entdeckung der nach ihm benannten Lücken im Asteroidengürtel, die er 1866 machte, der so genannten Kirkwoodlücken.
Der Asteroid (1578) Kirkwood und der Mondkrater Kirkwood tragen seinen Namen.